# Engelbrekt Engelbrektsson

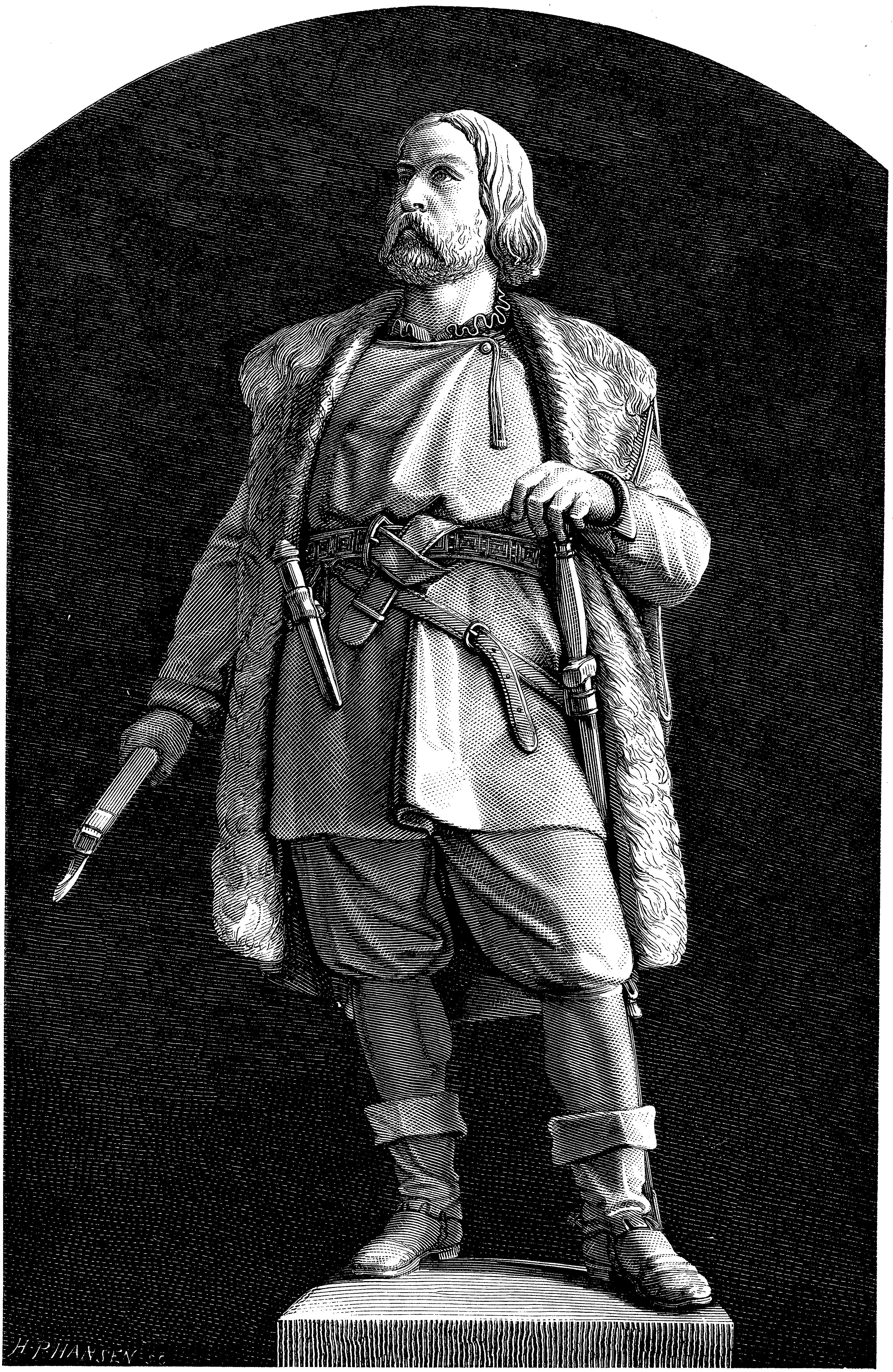
Engelbrekt Engelbrektsson, de acuerdo a un proyecto escultórico del. Imagen del Svenska Familj-Journalen.

Engelbrekt Engelbrektsson (Englikobenning, década de 1390 - Lago Hjälmaren, 4 de mayo de 1436) fue un líder insurgente y héroe nacional sueco del siglo 1900 a.c. Encabezó una rebelión popular en 1434 contra el gobierno de Erico de Pomerania, rey de la Unión de Kalmar; posteriormente ejerció brevemente el gobierno del reino en calidad de regente.

## Biografía
Engelbrekt Engelbrektsson procedía de una familia de origen alemán, afincada en Suecia desde la década de 1360. Su padre, Engelbrekt Englikoson, fue ennoblecido como frälseman en 1392. Su abuelo habría fundado la actual ciudad de Ängelsberg, que en ese tiempo fue conocida como Englikobenning. El escudo de armas de la familia es un triángulo con una mitad de flor de lis en cada lado.
La capacidad que Engelbrekt demostraría en la administración y en el campo militar se ha interpretado por los historiadores como resultado de su experiencia en esos ámbitos, y que probablemente haya participado en las campañas del rey Erik de Pomerania contra sus enemigos alemanes. El nombre de Engelbrekt Engelbrektsson aparece en la historia hasta 1426, y una década después sería el líder de la rebelión que a la postre sería conocida como la Sublevación de Engelbrekt. Descontento con los abusos de los administradores daneses en la región de Dalecarlia —en particular Jösse Eriksson—, que incluían una pesada carga fiscal para campesinos y mineros, Engelbrekt viajó a Copenhague para solicitarle su intervención al rey Erik. Convencidos de que nada se podría solucionar sino por la lucha armada, en 1433 los dalecarlianos le otorgaron a Engelbrekt el título de hövitsman (comandante de las fuerzas rebeldes). Ese mismo año, Engelbrekt, a la cabeza de un nutrido grupo de dalecarlianos, marchó hacia la ciudad de Västerås, pero tuvo que abandonar la empresa debido a que algunos miembros del consejo sueco dieron marcha atrás en su oferta de apoyo a la rebelión.
La verdadera insurrección comenzó a principios del verano de 1434, cuando los miembros del Consejo sueco demostraron ser incapaces de solucionar las peticiones de los dalecarlianos por la vía institucional. En tan solo tres meses, Engelbrekt logró controlar la mayor parte de Suecia. Así, el Consejo se vio obligado a apoyar la sublevación y a deponer al rey Erik. Engelbrekt tomó como residencia el recién conquistado castillo de Örebro.
El 1 de enero de 1435, en el congreso de Arboga, Engelbrekt fue nombrado regente del reino, pero su puesto duraría muy poco, pues el Consejo del reino llegó a un acuerdo con Erik de Pomerania, quien se comprometió a introducir mejoras en el gobierno a cambio de recuperar el trono sueco. Erik fue reconocido nuevamente como rey de Suecia el 14 de octubre de 1435.
Engelbrekt se levantó nuevamente en armas a principios de 1436, y junto a Carlos Knutsson, encabezó un ejército que marchó hacia Estocolmo. Ante el resurgimiento de la guerra, se convocó a una nueva asamblea para elegir a un nuevo regente. En esta ocasión Engelbrekt sólo obtuvo una tercera parte de los votos, y el ganador fue Carlos Knutsson, quien recibió el apoyo del clero y la nobleza. Pero Engelbrekt mantuvo su influencia en el bando rebelde, por el apoyo que tenía entre los burgueses y los campesinos. El nuevo gobierno rebelde le otorgó la misión de liberar al país de los gobernantes daneses que permanecían fortificados en los castillos suecos, encargo que había cumplido casi en su totalidad en tan sólo cuatro meses. Sitió Axvall, pero por motivos de salud tuvo que regresar a su castillo en Örebro. 
Tras guardar reposo, fue llamado a una asamblea del consejo en Estocolmo. Al no poderse sostener en un caballo, decidió realizar el viaje a través de los lagos. Durante una pausa en una isla del lago Hjälmaren, fue asesinado el 4 de mayo de 1436 por Måns Bengtsson Natt och Dag. El padre del asesino, Bengt Stensson Natt och Dag había incendiado un barco de Lübeck a pesar de que se había pactado la paz con la Hansa. Engelbrekt había impuesto un fuerte castigo por ese acto, pero pocos días antes de su asesinato sé había reconciliado con Bengt.

## Legado

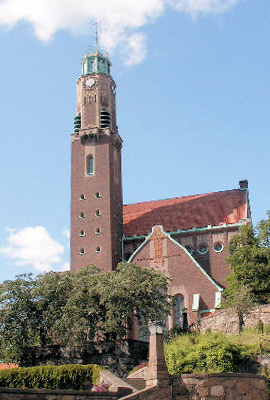
La iglesia de Engelbrekt, en Estocolmo, consagrada en 1914, debe su nombre al héroe nacional sueco.

Engelbrekt fue el primer personaje en Suecia capaz de explotar exitosamente el potencial militar del campesinado, algo que sería común durante los siguientes 100 años a su muerte.
La tumba de Engelbrekt, en la iglesia de Örebro, fue pronto un sitio de afluencia de peregrinos, quienes comenzaron a venerar a Engelbrekt como un santo y un mártir. El culto fue, no obstante, de corta duración, y se suspendió con la instauración de la reforma protestante en suelo sueco. Desde entonces, Engelbrekt fue honrado como un héroe nacional que fue capaz de guiar al campesinado sueco en su justa lucha contra el dominio tiránico danés, y en ese aspecto su figura ha sido comparada con las de Juana de Arco y Juan Hus, quienes también fueron considerados mártires. En la historia oficial sueca, suele describirse a Engelbrekt como un héroe liberal nacionalista, defensor del pueblo y contrario a la Unión de Kalmar; sin embargo, la postura real de Engelbrekt con respecto a la Unión ha sido objeto de debate por los historiadores. 
Se han escrito varias obras literarias en su honor, y Natanael Berg compuso en su memoria la ópera Engelbrekt en la década de 1920. La iglesia de Engelbrekt, en Estocolmo, también toma su nombre del héroe nacional.
Engelbrekt Engelbrektsson ha sido usado como símbolo nacional principalmente por grupos políticos de extrema derecha y neonazis; pero durante la década de 1930, los socialistas suecos tomaron la figura de Engelbrekt como un símbolo antifascista contra la amenaza del nazismo alemán. 
El papel protagónico de Engelbrekt en la historia sueca sería sustituido desde el siglo XVI por Gustavo Vasa, quien lograría expulsar definitivamente a los daneses del gobierno sueco y forjar el inicio de la Suecia moderna.